# 1482 en santé et médecine
| Années de la santé et de la médecine : 1479 - 1480 - 1481 - 1482 - 1483 - 1484 - 1485    |
| Décennies de la santé et de la médecine : 1450 - 1460 - 1470 - 1480 - 1490 - 1500 - 1510 |

Cet article présente les faits marquants de l'année 1482 en santé et médecine.

## Événements
- Fondation de la bibliothèque de l'université de Copenhague qui, avec la bibliothèque Classen et la Bibliothèque royale du Danemark, est à l'origine de l'actuelle bibliothèque des sciences naturelles et médicales du Danemark (da), située dans le quartier de Nørrebro, à Copenhague[1].
- Fondation de l'hôpital des pestiférés par le Grand Conseil de Genève[2].
- Les baigneurs et barbiers de Strasbourg sont exclus du Grand Conseil, et leur corporation est dissoute[3].
- Le pape Sixte IV autorise l'université de Tübingen à pratiquer des autopsies[4].

## Publications
- Première édition, à Venise, du Colliget, traduction latine du Kitab al-kulliyat fil-tibb, traité de médecine d'Averroès (1126-1198[5]).
- Première édition, à Lyon, chez Matthias Huss, du Propriétaire en français, traduction par Jean Corbichon, revue par Pierre Ferget, du Liber de proprietatibus rerum de Barthélemy l'Anglais († 1272[6]).
- 1478-1482 : Amirdovlat d'Amasée (1415-1496) compose son Inutile aux ignorants, pharmacopée de plus de trois mille sept cents médicaments, chacun décrit en cinq, parfois en sept langues : arménien, grec, latin, arabe, persan, turc et français[7].

## Naissances
- Bernardino de Laredo (mort en 1540), théologien et médecin castillan, surtout connu pour son traité sur la quiétude, Subida del Monte Sion (« Ascension du mont Sion[8] »).
- Ludovico Boccadiferro (mort en 1545), professeur italien de philosophie et de médecine[9].
- Louis de Bourges (mort en 1556), médecin du roi de France Louis XII et Premier médecin des rois  François Ier et Henri II[10].

## Décès
- Paolo Toscanelli (né en 1397), astronome, cartographe et médecin florentin, surtout connu pour avoir établi une carte de la route des Indes orientales par l'océan Atlantique.
- Jean Malek (né à une date inconnue), apothicaire à Mende en Gévaudan, actif pendant la peste de 1460, mort « lors d'une nouvelle apparition du fléau[11] ».